# MDR-Kubus

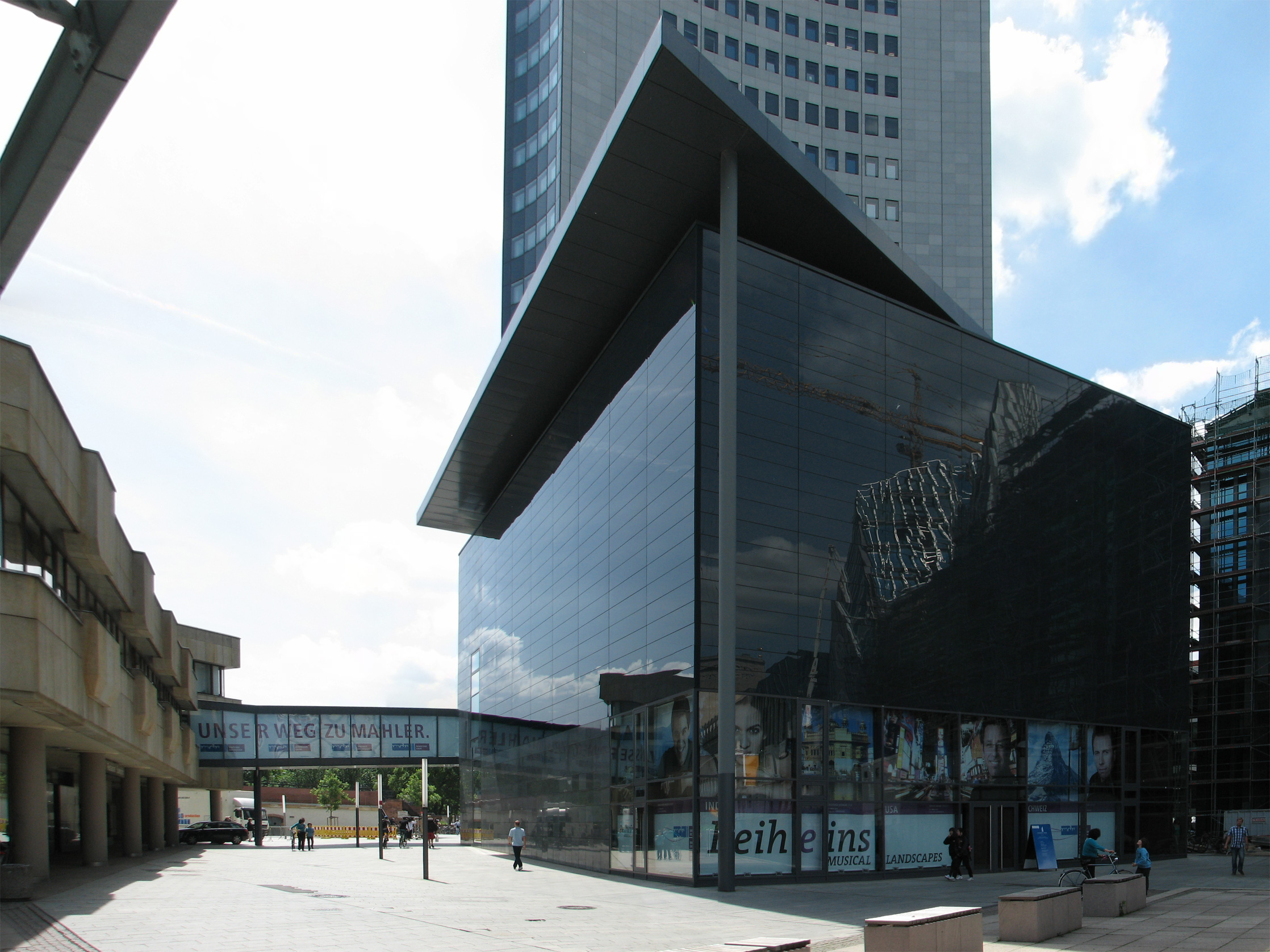
MDR-Kubus (Weitwinkel-Panorama). Links ist die Verbindung zum Gewandhaus zu erkennen

Der MDR-Kubus ist ein Gebäude in Leipzig. Er wurde durch den Dresdner Architekten Peter Kulka entworfen und 2001 fertiggestellt. Der Würfel glänzt schwarz und hat eine unregelmäßige Dachkonstruktion. Er dient hauptsächlich Proben und Tonaufnahmen des MDR Rundfunkchores Leipzig und des MDR-Sinfonieorchesters.
In dem Kubus befinden sich zwei unterschiedlich große Proben- und Aufnahmesäle sowie ein kleineres Notenarchiv (für den MDR-Rundfunkchor). Alle anderen Räumlichkeiten (Instrumentenlager, Notenarchiv, Management usw.) befinden sich im Hauptgebäude „(Uniriese“). Außerdem ist eine direkte, verglaste und klimatisierte Brückenverbindung zum Leipziger Gewandhaus, in dem regelmäßig Konzerte stattfinden, angebracht. Damit bildet die Musiklandschaft auf dem Augustusplatz, dem größten Platz der Stadt, eine Einheit. Im Jahr 2007 wurde der Kubus Notenspur-Station 23 der UNESCO-Initiative Leipzig.
In der MDR Konzertsaison 2017/18 fand im MDR Würfel die Konzertreihe „Würfelspiele“ statt.